# SURVIVORS feat. DJ MAKIDAI from EXILE/榮耀
「SURVIVORS feat. DJ MAKIDAI from EXILE / 榮耀」是THE SECOND from EXILE的第2張單曲。2013年8月14日於日本發行。

## 概要
前作「THINK 'BOUT IT!」相隔了約9個月發佈，是2013年第1彈單曲。單曲是第2張及首次的雙A面單曲。
有「CD+DVD」、「CD」及MUSIC CARD的3種形態發售。在CD裡收錄了包括標題曲子等的全4曲。而DVD則收錄了『SURVIVORS feat. DJ MAKIDA from EXILE』的MUSIC VIDEO。
『SURVIVORS feat. DJ MAKIDAI from EXILE』是有參加合作的DJ MAKIDAI·真木大輔主演的讀賣電視台·日本電視台系列的星期四電視劇『[[町醫者Jumbo!!]的]』主題曲。
『榮耀』，則是成員SHOKICHI與EXILE及第三代J Soul Brothers的成員NAOTO主演的日本電視台系列電視劇『Frenemy -溝鼠的街-』的主題曲。

## 收錄曲
CD
1. SURVIVORS feat. DJ MAKIDAI from EXILE [4:25]
  - 作詞：SHOKICHI / 作曲：Katerina Bramley, Ninos Hanna, Alex
  - 讀賣電視台・日本電視台系星期四電視劇『町醫者Jumbo!!』主題曲
2. 榮耀 [5:09]
  - 作詞：michico / 作曲：T.Kura, michico
  - 日本電視台系列電視劇『Frenemy -溝鼠的街-』主題曲
3. Lost In Time [3:44]
  - 作詞：SHOKICHI / 作曲：SKY BEATZ, FAST LANE, Erik Lidbom
  - 第一興商「SmartDAM」廣告歌
4. BUMP UP [3:57]
  - 作詞：SHOKICHI, P-CHO, GS, KUBO-C, Tomogen / 作曲：BACHLOGIC, FAST LANE

DVD
1. SURVIVORS feat. DJ MAKIDAI from EXILE (Music Video)